# بخش ریج (شهرستان ویاندوت، اوهایو)
بخش ریج (به انگلیسی: Ridge Township) یک منطقهٔ مسکونی در ایالات متحده آمریکا است که در شهرستان وایندات، اوهایو واقع شده‌است.
 بخش ریج ۳۸٫۴ کیلومتر مربع مساحت و ۵۲۴ نفر جمعیت دارد و ۲۶۱ متر بالاتر از سطح دریا واقع شده‌است.